# Злыдино
Злыдино — деревня в Дмитриевском районе Курской области. Входит в состав Старогородского сельсовета.
Население — 6 человек (2010 год).

## География
Расположен по правом берегу р. Свапа, возле южной окраины села  Старый Город.

## История
Деревня вошла в состав муниципального образования согласно Закону Курской области от 21 октября 2004 года № 48-ЗКО «О муниципальных образованиях Курской области».

## Население
| 2002 | 2010 |
| ---- | ---- |
| 18   | ↘6   |

## Инфраструктура
Социальные услуги жители деревни получают в селе Старый Город, административном центре сельсовета и в городе Дмитриев, центре района.

## Транспорт
Доступен автомобильным и железнодорожным транспортом.
В пешей доступности остановочный пункт 525 км.